# Orny (Moselle)

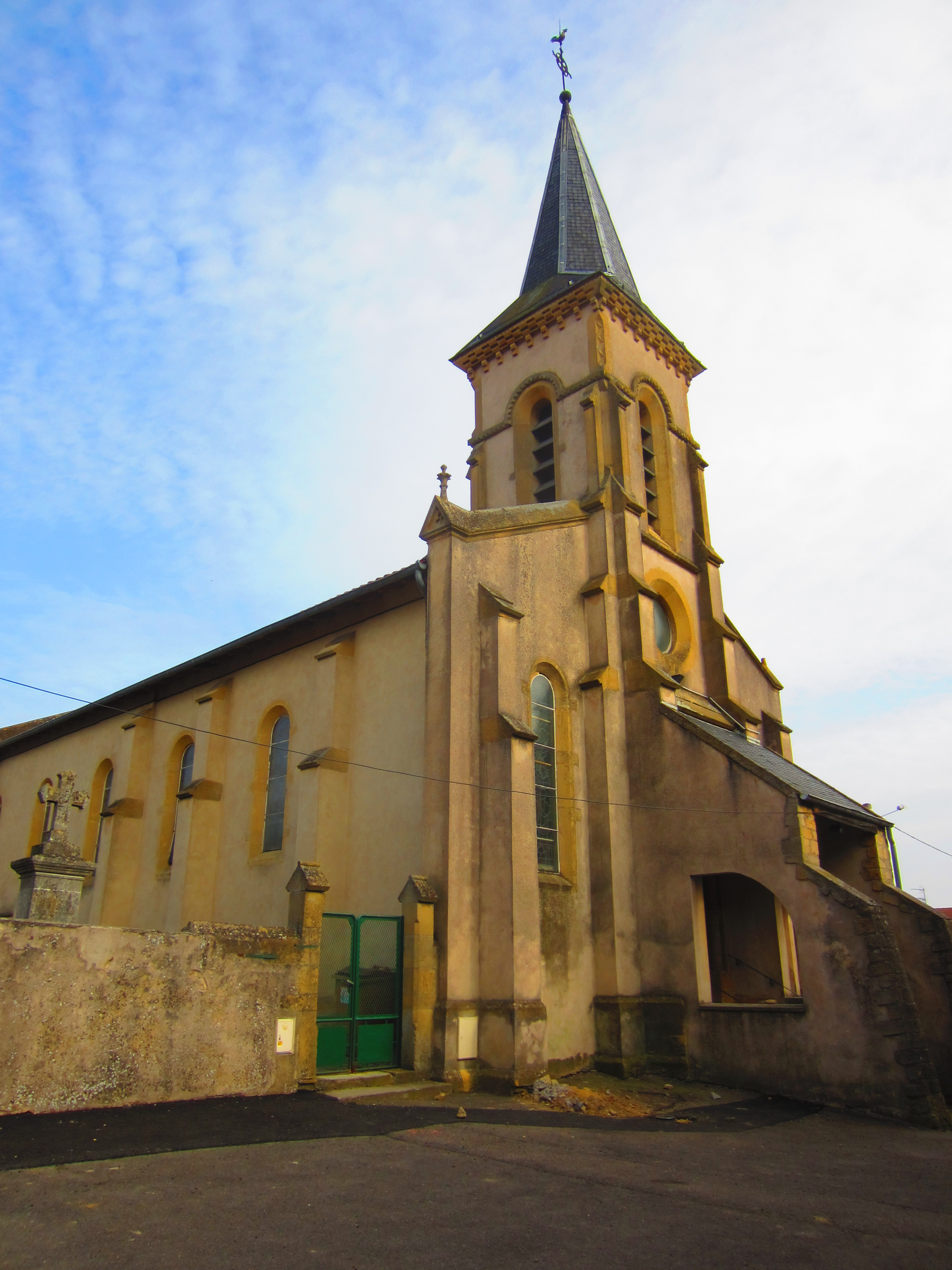
Kirche Saint-Denis

Orny ist eine französische Gemeinde mit 418 Einwohnern (Stand 1. Januar 2022) im Département Moselle in der Region Grand Est (bis 2015 Lothringen). Sie gehört zum Arrondissement Metz.

## Geographie
Orny liegt 13 Kilometer südöstlich von Metz und drei Kilometer nordöstlich von Verny nahe dem Flughafen Metz-Nancy-Lothringen auf einer Höhe zwischen 210 und 271 m über dem Meeresspiegel. Das Gemeindegebiet umfasst 7,3 km². Im Westen des Gemeindegebietes befinden sich die Reste des Forts Yser als Teil des Ferstungsringes um die Stadt Metz.

## Geschichte
Die Ortschaft gehörte früher zum Bistum Metz.
Die Sparren im Gemeindewappen verweisen auf das Saulnois als Teil des Metzer Landes, von dem Orny abhängig war. Der Drache symbolisiert die Benediktinerabtei Saint-Clément in Metz.
Durch den Frankfurter Frieden vom 10. Mai 1871 kam die Region an Deutschland und das Dorf wurde dem Landkreis Metz im Bezirk Lothringen des Reichslandes Elsaß-Lothringen zugeordnet.
Nach dem Ersten Weltkrieg musste die Region aufgrund der Bestimmungen des Versailler Vertrags 1919 an Frankreich abgetreten werden. Im Zweiten Weltkrieg war die Region von der deutschen Wehrmacht besetzt und stand unter deutscher Verwaltung.
Das Dorf trug 1915–1919 und 1940–1944 den eingedeutschten Namen Ornach.

### Bevölkerungsentwicklung
| Jahr      | 1962 | 1968 | 1975 | 1982 | 1990 | 1999 | 2007 | 2019 |
| Einwohner | 202  | 185  | 203  | 240  | 250  | 226  | 347  | 356  |

## Sehenswürdigkeiten
- Kirche Saint-Denis
- Wasserturm

## Belege
1. 1 2   Eugen H. Th. Huhn: Deutsch-Lothringen. Landes-, Volks- und Ortskunde, Stuttgart 1875, S. 301 (google.books.de).
2. ↑  Wappenbeschreibung auf genealogie-lorraine.fr (französisch)